# 天は自ら助くる者を助く
天は自ら助くる者を助く（てんはみずからたすくるものをたすく、英語: God helps those who help themselves、フランス語: Aide-toi, le ciel t'aidera）は、西洋のことわざ。

## 概要
天は人の力を借りないで、自分一人で努力する人を助けるということを意味する。

### 歴史

#### 日本
『自助論』の冒頭にこの言葉が用いられており、中村正直が「天は自ら助くる者を助く」と翻訳したことにより定着した。この言葉は明治時代に広く受け入れられ共感された。『自助論』は明治時代だけで100万部以上が売れたベストセラーであった。冒頭に続いて、外部から援助されれば人は弱くなり、法律や制度でも人は強くならない。このため自らが自らを助けるという精神である、誠実に努力し続ける勤勉さこそが国の程度を決めると述べられていた。
花王の創業者である長瀬富郎の遺した言葉に「天佑は常に道を正して待つべし」というのがある。この言葉には『自助論』と重なっている部分が多く、長瀬の生きた時代は「天は自ら助くる者を助く」という言葉が広まった時代であるため、長瀬富郎は間違いなく「天は自ら助くる者を助く」に触発されており、花王という会社の原点に近いと尾崎元規は述べる。

#### 海外
元々はラテン語の古いことわざ。イソップ寓話の『牛追いとヘラクレス』でも教訓として用いられている。
17世紀のアルジャーノン・シドニーの『Discourses Concerning Government』という著作の中に「God helps those who help themselves」という日本語訳は「天は自ら助くる者を助く」となる言葉が見られる。
1732年に発行されたベンジャミン・フランクリンが著した『貧しいリチャードの暦』でもこの言葉が見られる。
それから後の時代である1859年にサミュエル・スマイルズが著した『自助論』の冒頭で「天は自ら助くる者を助く」が用いられて、1871年に日本語訳されて日本国内で広まり後に至る。